# 蒙特堡
蒙特堡（法語：Montebourg，法語發音：[mɔ̃tbuʁ]）是法国芒什省的一个市镇，属于瑟堡区。

## 地理
蒙特堡（49°29'16"N, 1°22'46"W）面积5.89 平方千米，位于法国诺曼底大区芒什省，该省份为法国西北部沿海省份，西、北、东北三面环大西洋，东起顺时针与卡爾瓦多斯省、奧恩省、马耶讷省和伊勒-维莱讷省接壤。
与蒙特堡接壤的市镇（或旧市镇、城区）包括：圣日耳曼-德图尔讷比、埃鲁德维尔、圣西尔、圣弗洛克塞勒、沃德勒维尔。

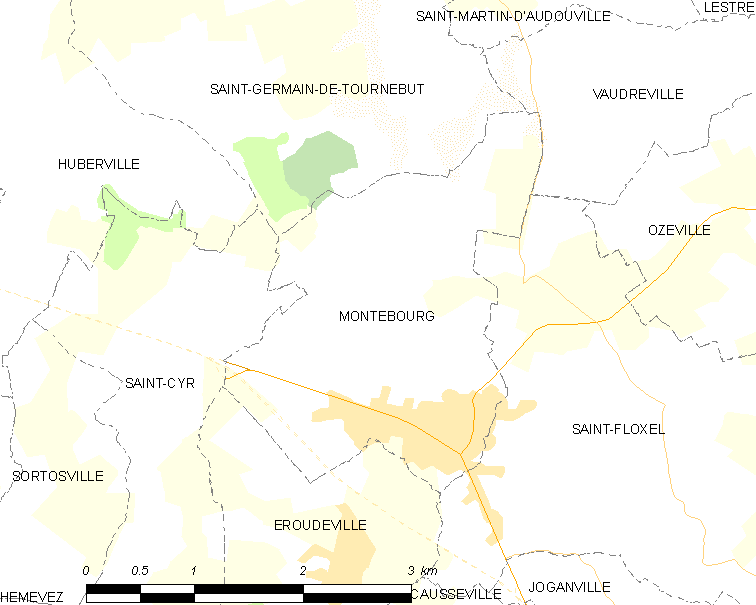
蒙特堡的OSM定位图

蒙特堡的时区为UTC+01:00、UTC+02:00（夏令时）。

## 行政
蒙特堡的邮政编码为50310，INSEE市镇编码为50341。

## 政治
蒙特堡所属的省级选区为瓦洛涅县。

## 人口

1962-2008年间蒙特堡人口变化图示

蒙特堡于2022年1月1日时的人口数量为1951人。